# Liste des sites retenus pour le loto du patrimoine en 2018
| Fort Cigogne Château de Carneville Villa Viardot Rotonde de Montabon Maison de Pierre Loti Hôtel de Polignac Ancien Hôtel-Dieu · de Château-Thierry Théâtre des Bleus · de Bar Église Notre-Dame · de La Celle-Guenand Château de Bussy-Rabutin Aqueduc du Gier Pont d'Ondres Couvent Saint-François · de Pino \| B A D M S \| |
| B A D M S |

| B A D M S |

Cet article recense les sites retenus pour le loto du patrimoine en 2018.

## Projets emblématiques
En 2018, la mission Stéphane Bern retient 18 projets qualifiés d'« emblématiques » figurant sur les billets de loto mis en vente : un par région française.
| Nom                                                       | Commune                 | Département             | Région                     | Protection | Coordonnées                  | Image |
| --------------------------------------------------------- | ----------------------- | ----------------------- | -------------------------- | ---------- | ---------------------------- | ----- |
| Aqueduc du Gier                                           | Chaponost               | Rhône                   | Auvergne-Rhône-Alpes       | Classé     | 45° 43′ 14″ N, 4° 45′ 35″ E  |       |
| Fort-Cigogne                                              | Fouesnant               | Finistère               | Bretagne                   | Inscrit    | 47° 43′ 01″ N, 3° 59′ 36″ O  |       |
| Château de Bussy-Rabutin                                  | Bussy-le-Grand          | Côte-d'Or               | Bourgogne-Franche-Comté    | Classé     | 47° 33′ 41″ N, 4° 31′ 25″ E  |       |
| Église Notre-Dame de La Celle-Guenand                     | La Celle-Guenand        | Indre-et-Loire          | Centre-Val de Loire        | Classé     | 46° 56′ 41″ N, 0° 53′ 42″ E  |       |
| Couvent Saint-François de Pino                            | Pino                    | Haute-Corse             | Corse                      |            | 42° 54′ 43″ N, 9° 20′ 45″ E  |       |
| Théâtre des Bleus de Bar                                  | Bar-le-Duc              | Meuse                   | Grand Est                  |            | 48° 46′ 14″ N, 5° 09′ 36″ E  |       |
| Habitation Bisdary                                        | Gourbeyre               | Guadeloupe              | Guadeloupe                 | Classé     | 15° 59′ 17″ N, 61° 42′ 32″ O |       |
| Maison du receveur des douanes de Saint-Laurent-du-Maroni | Saint-Laurent-du-Maroni | Guyane                  | Guyane                     | Inscrit    | 5° 30′ 22″ N, 54° 01′ 41″ O  |       |
| Hôtel-Dieu de Château-Thierry                             | Château-Thierry         | Aisne                   | Hauts-de-France            | Inscrit    | 49° 02′ 46″ N, 3° 24′ 16″ E  |       |
| Villa Viardot                                             | Bougival                | Yvelines                | Île-de-France              |            | 48° 51′ 48″ N, 2° 08′ 51″ E  |       |
| Maison d’Aimé Césaire                                     | Fort-de-France          | Martinique              | Martinique                 | Classé     | 14° 37′ 29″ N, 61° 03′ 39″ O |       |
| Ancienne sucrerie de Soulou                               | M'Tsangamouji           | Mayotte                 | Mayotte                    | Inscrit    | 12° 46′ 10″ S, 45° 06′ 10″ E |       |
| Château de Carneville                                     | Carneville              | Manche                  | Normandie                  | Classé     | 49° 39′ 38″ N, 1° 26′ 40″ O  |       |
| Maison de Pierre Loti                                     | Rochefort               | Charente-Maritime       | Nouvelle-Aquitaine         | Classé     | 45° 56′ 03″ N, 0° 57′ 45″ O  |       |
| Hôtel de Polignac                                         | Condom                  | Gers                    | Occitanie                  | Classé     | 43° 57′ 38″ N, 0° 22′ 21″ E  |       |
| Rotonde ferroviaire de Montabon                           | Montabon                | Sarthe                  | Pays de la Loire           | Inscrit    | 47° 40′ 56″ N, 0° 24′ 38″ E  |       |
| Pont du Moulin                                            | Thorame-Haute           | Alpes-de-Haute-Provence | Provence-Alpes-Côte d'Azur | Classé     | 44° 06′ 01″ N, 6° 34′ 10″ E  |       |
| Domaine de Maison Rouge                                   | Saint-Louis             | La Réunion              | La Réunion                 | Classé     | 21° 15′ 58″ S, 55° 24′ 44″ E |       |

## Projets prioritaires
251 projets prioritaires sont retenus

### Auvergne-Rhône-Alpes
| Nom                                             | Commune                           | Département  | Protection | Coordonnées                 | Image |
| ----------------------------------------------- | --------------------------------- | ------------ | ---------- | --------------------------- | ----- |
| Hôpital de la Charité, bâtiment B               | Lavault-Sainte-Anne               | Allier       | Inscrit    | 46° 18′ 55″ N, 2° 35′ 30″ E |       |
| Ferme de Clastres                               | Sainte-Eulalie                    | Ardèche      | Classé     | 44° 48′ 36″ N, 4° 11′ 20″ E |       |
| Maison de Marcel                                | Saint-Symphorien-de-Mahun         | Ardèche      |            | 45° 09′ 16″ N, 4° 34′ 27″ E |       |
| Maison des Chevaliers                           | Viviers                           | Ardèche      | Classé     | 44° 29′ 01″ N, 4° 41′ 18″ E |       |
| Château de Montvallat                           | Chaudes-Aigues                    | Cantal       | Classé     | 44° 52′ 13″ N, 2° 59′ 07″ E |       |
| Pigeonnier de Leyvaux                           | Leyvaux                           | Cantal       |            | 45° 18′ 48″ N, 3° 04′ 15″ E |       |
| Chaussée de Vigouroux                           | Saint-Martin-sous-Vigouroux       | Cantal       |            | 44° 56′ 59″ N, 2° 47′ 04″ E |       |
| Buron du Cassaïre                               | Saint-Projet-de-Salers            | Cantal       |            | 45° 04′ 53″ N, 2° 38′ 03″ E |       |
| Site troglodyte de Châteauneuf-sur-Isère        | Châteauneuf-sur-Isère             | Drôme        |            | 45° 01′ 02″ N, 4° 56′ 33″ E |       |
| Chapelle des Cordeliers                         | Crest                             | Drôme        | Inscrit    | 44° 43′ 44″ N, 5° 01′ 20″ E |       |
| Grottes de Couteaux                             | Lantriac                          | Haute-Loire  |            | 44° 59′ 41″ N, 3° 59′ 53″ E |       |
| Pont-vieux de Lavoûte-sur-Loire                 | Lavoûte-sur-Loire                 | Haute-Loire  |            | 45° 07′ 11″ N, 3° 53′ 55″ E |       |
| Église Sainte-Madeleine                         | Saint-Ilpize                      | Haute-Loire  | Classé     | 45° 11′ 39″ N, 3° 23′ 20″ E |       |
| Pont d'Évian                                    | Féternes                          | Haute-Savoie |            | 46° 19′ 24″ N, 6° 35′ 10″ E |       |
| Château de Bon Repos                            | Jarrie                            | Isère        | Inscrit    | 45° 06′ 37″ N, 5° 45′ 23″ E |       |
| Châtel de Theys                                 | Theys                             | Isère        | Classé     | 45° 18′ 09″ N, 5° 59′ 49″ E |       |
| Pigeonnier de Lachaud                           | Grézieux-le-Fromental             | Loire        |            | 45° 37′ 03″ N, 4° 10′ 14″ E |       |
| Fort villageois de Mareugheol                   | Mareugheol                        | Puy-de-Dôme  |            | 45° 29′ 18″ N, 3° 09′ 57″ E |       |
| Château-Rocher                                  | Saint-Rémy-de-Blot                | Puy-de-Dôme  | Classé     | 46° 05′ 21″ N, 2° 55′ 42″ E |       |
| Château de la Chaux-Montgros                    | Sallèdes                          | Puy-de-Dôme  | Classé     | 45° 39′ 46″ N, 3° 19′ 10″ E |       |
| Prieuré de Salles-en-Beaujolais, porte gothique | Salles-Arbuissonnas-en-Beaujolais | Rhône        |            | 46° 02′ 29″ N, 4° 38′ 06″ E |       |
| Chalet du Tour                                  | Montsapey                         | Savoie       |            | 45° 31′ 29″ N, 6° 22′ 07″ E |       |

### Bourgogne-Franche-Comté
| Nom                                                | Commune                   | Département    | Protection | Coordonnées                 | Image |
| -------------------------------------------------- | ------------------------- | -------------- | ---------- | --------------------------- | ----- |
| Église Saint-Martin                                | Arc-sur-Tille             | Côte-d'Or      |            | 47° 20′ 32″ N, 5° 11′ 38″ E |       |
| Château de Rochefort                               | Asnières-en-Montagne      | Côte-d'Or      | Classé     | 47° 42′ 54″ N, 4° 15′ 39″ E |       |
| Forges de Buffon, grande forge                     | Buffon                    | Côte-d'Or      | Classé     | 47° 38′ 59″ N, 4° 15′ 39″ E |       |
| Église Saint-Étienne                               | Lacanche                  | Côte-d'Or      | Classé     | 47° 04′ 23″ N, 4° 33′ 39″ E |       |
| Abbaye de Cîteaux, définitoire                     | Saint-Nicolas-lès-Cîteaux | Côte-d'Or      | Classé     | 47° 07′ 41″ N, 5° 05′ 36″ E |       |
| Hôpital du Saint-Esprit de Besançon, tour          | Besançon                  | Doubs          | Classé     | 47° 14′ 26″ N, 6° 01′ 24″ E |       |
| Fontaine-lavoir Saint-Maximin                      | Foucherans                | Doubs          |            | 47° 09′ 53″ N, 6° 07′ 54″ E |       |
| Aérodrome de Besançon - Thise, remise aéronautique | Thise                     | Doubs          | Classé     | 47° 16′ 26″ N, 6° 04′ 59″ E |       |
| Grande fontaine d'Avrigney                         | Avrigney-Virey            | Haute-Saône    |            | 47° 19′ 59″ N, 5° 46′ 37″ E |       |
| Fontaine-lavoir                                    | Montagney                 | Haute-Saône    | Inscrit    | 47° 17′ 10″ N, 5° 39′ 30″ E |       |
| Église de la Nativité-de-Notre-Dame                | Rupt-sur-Saône            | Haute-Saône    | Inscrit    | 47° 38′ 47″ N, 5° 55′ 54″ E |       |
| Église Saint-Éloi                                  | Le Val-Saint-Éloi         | Haute-Saône    | Inscrit    | 47° 44′ 12″ N, 6° 11′ 01″ E |       |
| Église Saint-Étienne                               | Gizia                     | Jura           | Inscrit    | 46° 31′ 19″ N, 5° 24′ 22″ E |       |
| Saline de Montmorot                                | Montmorot                 | Jura           |            | 46° 40′ 26″ N, 5° 32′ 19″ E |       |
| Église de l'Assomption-de-Notre-Dame               | Orgelet                   | Jura           | Inscrit    | 46° 31′ 04″ N, 5° 34′ 34″ E |       |
| Château de La Roche                                | Larochemillay             | Nièvre         | Inscrit    | 46° 52′ 43″ N, 3° 59′ 59″ E |       |
| Château de Meauce                                  | Saincaize-Meauce          | Nièvre         | Classé     | 46° 54′ 09″ N, 3° 03′ 32″ E |       |
| Château de la Montagne, poterie                    | Saint-Honoré-les-Bains    | Nièvre         | Classé     | 46° 53′ 56″ N, 3° 50′ 49″ E |       |
| Maison Sévigné                                     | Bourbon-Lancy             | Saône-et-Loire | Classé     | 46° 37′ 08″ N, 3° 46′ 23″ E |       |
| Puits Hottinguer                                   | Épinac                    | Saône-et-Loire | Inscrit    | 46° 59′ 01″ N, 4° 31′ 15″ E |       |
| Lavoir du bourg                                    | Péronne                   | Saône-et-Loire |            | 46° 26′ 21″ N, 4° 48′ 35″ E |       |
| Lavoir du Carruge                                  | Péronne                   | Saône-et-Loire |            | 46° 25′ 46″ N, 4° 47′ 11″ E |       |
| Écuries du château de Chaumont                     | Saint-Bonnet-de-Joux      | Saône-et-Loire | Classé     | 46° 29′ 47″ N, 4° 25′ 22″ E |       |

### Bretagne
| Nom                              | Commune      | Département     | Protection          | Coordonnées                 | Image |
| -------------------------------- | ------------ | --------------- | ------------------- | --------------------------- | ----- |
| Viaduc de Caroual                | Erquy        | Côtes-d'Armor   | Inscrit             | 48° 37′ 12″ N, 2° 28′ 14″ O |       |
| Chapelle Sainte-Suzanne          | Guerlédan    | Côtes-d'Armor   | Classé              | 48° 12′ 09″ N, 2° 59′ 23″ O |       |
| Monastère des Sœurs du Christ    | Tréguier     | Côtes-d'Armor   |                     | 48° 47′ 13″ N, 3° 13′ 44″ O |       |
| Château de Kermenguy, colombier  | Cléder       | Finistère       | Inscrit             | 48° 37′ 49″ N, 4° 08′ 11″ O |       |
| Fort Cézon                       | Landéda      | Finistère       | Inscrit             | 48° 36′ 25″ N, 4° 35′ 08″ O |       |
| Conserverie Alexis Le Gall       | Loctudy      | Finistère       | Inscrit             | 47° 50′ 06″ N, 4° 10′ 05″ O |       |
| Manufacture des tabacs           | Morlaix      | Finistère       | Classé              | 48° 35′ 01″ N, 3° 50′ 06″ O |       |
| Château de Trévarez              | Saint-Goazec | Finistère       | Inscrit             | 48° 09′ 10″ N, 3° 48′ 24″ O |       |
| Église Saint-Léon                | La Baussaine | Ille-et-Vilaine | Inscrit             | 48° 18′ 44″ N, 1° 53′ 51″ O |       |
| Moulin du Boël                   | Bruz         | Ille-et-Vilaine |                     | 47° 59′ 34″ N, 1° 45′ 15″ O |       |
| Château de la Roche-Montbourcher | Cuguen       | Ille-et-Vilaine | Inscrit             | 48° 25′ 16″ N, 1° 39′ 05″ O |       |
| Forges de Paimpont               | Paimpont     | Ille-et-Vilaine | Inscrit             | 47° 59′ 36″ N, 2° 08′ 26″ O |       |
| Dolmen des Tablettes             | Cournon      | Morbihan        | Site naturel classé | 47° 45′ 27″ N, 2° 07′ 27″ O |       |

### Centre-Val de Loire
| Nom                                             | Commune                                | Département    | Protection | Coordonnées                 | Image |
| ----------------------------------------------- | -------------------------------------- | -------------- | ---------- | --------------------------- | ----- |
| Abbaye Notre-Dame de Fontmorigny, cloître       | Menetou-Couture                        | Cher           | Classé     | 47° 01′ 55″ N, 2° 57′ 24″ E |       |
| Abbaye Notre-Dame de Loroy                      | Méry-ès-Bois                           | Cher           | Inscrit    | 47° 19′ 10″ N, 2° 25′ 05″ E |       |
| Château de la Ferté-Vidame, petit château       | La Ferté-Vidame                        | Eure-et-Loir   | Classé     | 48° 36′ 30″ N, 0° 53′ 59″ E |       |
| Château des Vaux, temple de l'Amour             | Pontgouin, Saint-Maurice-Saint-Germain | Eure-et-Loir   |            | 48° 29′ 56″ N, 1° 04′ 49″ E |       |
| Église Saint-Martin                             | Rouvres                                | Eure-et-Loir   | Classé     | 48° 50′ 27″ N, 1° 29′ 15″ E |       |
| Briqueterie Lambert                             | Saint-Piat                             | Eure-et-Loir   | Inscrit    | 48° 32′ 30″ N, 1° 35′ 17″ E |       |
| Abbaye de la Sainte-Trinité, église abbatiale   | Thiron-Gardais                         | Eure-et-Loir   | Classé     | 48° 18′ 31″ N, 0° 59′ 37″ E |       |
| Ensemble castral de Châtillon-sur-Indre         | Châtillon-sur-Indre                    | Indre          | Classé     | 46° 58′ 58″ N, 1° 10′ 27″ E |       |
| Porte de Champagne                              | Levroux                                | Indre          | Classé     | 46° 58′ 43″ N, 1° 36′ 50″ E |       |
| Église Notre-Dame                               | Rigny-Ussé                             | Indre-et-Loire | Classé     | 47° 14′ 53″ N, 0° 18′ 58″ E |       |
| Abbaye de La Clarté-Dieu                        | Saint-Paterne-Racan                    | Indre-et-Loire | Classé     | 47° 36′ 04″ N, 0° 27′ 23″ E |       |
| Seigneurie d'Alleray                            | Choue                                  | Loir-et-Cher   |            | 48° 01′ 19″ N, 0° 54′ 52″ E |       |
| Abbaye Notre-Dame d'Aiguevive, église abbatiale | Faverolles-sur-Cher                    | Loir-et-Cher   | Classé     | 47° 17′ 28″ N, 1° 12′ 44″ E |       |
| Château de Villesavin, colombier                | Tour-en-Sologne                        | Loir-et-Cher   | Classé     | 47° 32′ 48″ N, 1° 30′ 51″ E |       |
| Église Saint-Barthélemy                         | La Ville-aux-Clercs                    | Loir-et-Cher   |            | 47° 52′ 16″ N, 1° 04′ 03″ E |       |

### Corse
| Nom                                  | Commune             | Département  | Protection | Coordonnées                 | Image |
| ------------------------------------ | ------------------- | ------------ | ---------- | --------------------------- | ----- |
| Canal de la Gravona                  | Ajaccio             | Corse-du-Sud |            | 41° 59′ 11″ N, 8° 51′ 17″ E |       |
| Château de la Punta                  | Alata               | Corse-du-Sud | Classé     | 41° 57′ 24″ N, 8° 42′ 30″ E |       |
| Remparts de Bonifacio                | Bonifacio           | Corse-du-Sud |            | 41° 23′ 15″ N, 9° 09′ 18″ E |       |
| Chapelle Santu Michele               | Altiani             | Haute-Corse  |            | 42° 14′ 05″ N, 9° 17′ 50″ E |       |
| Chapelle du Saint-Nom-de-Marie       | Bastia              | Haute-Corse  |            | 42° 41′ 39″ N, 9° 26′ 50″ E |       |
| Pont de Negro                        | Olmeta-di-Capocorso | Haute-Corse  |            | 42° 45′ 39″ N, 9° 20′ 29″ E |       |
| Tour de Santa-Maria-della-Chiappella | Rogliano            | Haute-Corse  | Inscrit    | 42° 59′ 27″ N, 9° 27′ 06″ E |       |

### Grand Est
| Nom                                           | Commune              | Département        | Protection | Coordonnées                 | Image |
| --------------------------------------------- | -------------------- | ------------------ | ---------- | --------------------------- | ----- |
| Église Saint-Lambert                          | Montigny-sur-Meuse   | Ardennes           | Classé     | 50° 02′ 53″ N, 4° 43′ 18″ E |       |
| Château de Sedan                              | Sedan                | Ardennes           | Classé     | 49° 42′ 07″ N, 4° 56′ 58″ E |       |
| Thermes gallo-romains                         | Warcq                | Ardennes           |            | 49° 46′ 50″ N, 4° 40′ 09″ E |       |
| Église Saint-Georges                          | Étourvy              | Aube               |            | 47° 57′ 28″ N, 4° 07′ 47″ E |       |
| Château de Bonnefontaine                      | Altwiller            | Bas-Rhin           | Inscrit    | 48° 54′ 28″ N, 6° 59′ 37″ E |       |
| Champ du Feu, tour belvédère                  | Bellefosse           | Bas-Rhin           |            | 48° 23′ 40″ N, 7° 16′ 09″ E |       |
| Synagogue de Benfeld                          | Benfeld              | Bas-Rhin           | Inscrit    | 48° 22′ 14″ N, 7° 35′ 41″ E |       |
| Fontaine-lavoir                               | Grendelbruch         | Bas-Rhin           |            | 48° 29′ 34″ N, 7° 19′ 15″ E |       |
| Château du Grand-Geroldseck                   | Haegen               | Bas-Rhin           | Classé     | 48° 43′ 08″ N, 7° 19′ 56″ E |       |
| Château de Kintzheim                          | Kintzheim            | Bas-Rhin           | Classé     | 48° 15′ 23″ N, 7° 23′ 12″ E |       |
| Maison de boulanger                           | Matzenheim           | Bas-Rhin           | Classé     | 48° 23′ 46″ N, 7° 37′ 20″ E |       |
| Église Saint-André                            | Meistratzheim        | Bas-Rhin           |            | 48° 26′ 55″ N, 7° 32′ 29″ E |       |
| Château de Guirbaden                          | Mollkirch            | Bas-Rhin           | Classé     | 48° 29′ 37″ N, 7° 22′ 13″ E |       |
| Château d'Osthouse                            | Osthouse             | Bas-Rhin           | Classé     | 48° 23′ 59″ N, 7° 38′ 21″ E |       |
| Église protestante Saint-Pierre-le-Jeune      | Strasbourg           | Bas-Rhin           | Classé     | 48° 35′ 08″ N, 7° 44′ 47″ E |       |
| Abbaye de Longuay                             | Arc-en-Barrois       | Haute-Marne        | Inscrit    | 47° 55′ 17″ N, 4° 54′ 36″ E |       |
| Abbaye de Belmont, bâtiment des hôtes         | Belmont              | Haute-Marne        | Inscrit    | 47° 43′ 21″ N, 5° 32′ 45″ E |       |
| Abbaye de La Crête, porterie                  | Bourdons-sur-Rognon  | Haute-Marne        | Classé     | 48° 12′ 27″ N, 5° 19′ 06″ E |       |
| Jardins suspendus                             | Cohons               | Haute-Marne        |            | 47° 47′ 22″ N, 5° 20′ 31″ E |       |
| Église Saint-Benigne                          | Domblain             | Haute-Marne        | Classé     | 48° 28′ 18″ N, 4° 59′ 33″ E |       |
| Fonderie d'art du Val d'Osne                  | Osne-le-Val          | Haute-Marne        | Inscrit    | 48° 30′ 13″ N, 5° 10′ 25″ E |       |
| Abbaye de Morimond, porterie                  | Parnoy-en-Bassigny   | Haute-Marne        | Inscrit    | 48° 00′ 28″ N, 5° 38′ 43″ E |       |
| Château de Vignory, tour canonnière           | Vignory              | Haute-Marne        | Classé     | 48° 16′ 36″ N, 5° 06′ 05″ E |       |
| Auberge                                       | Fortschwihr          | Haut-Rhin          |            | 48° 05′ 12″ N, 7° 27′ 04″ E |       |
| Château de Heidwiller                         | Heidwiller           | Haut-Rhin          | Inscrit    | 47° 39′ 31″ N, 7° 14′ 22″ E |       |
| Château de Wesserling                         | Husseren-Wesserling  | Haut-Rhin          |            | 47° 53′ 07″ N, 6° 59′ 54″ E |       |
| Château de Lupfen-Schwendi                    | Kaysersberg Vignoble | Haut-Rhin          | Classé     | 48° 08′ 14″ N, 7° 17′ 11″ E |       |
| Prieuré d'Alspach                             | Kaysersberg Vignoble | Haut-Rhin          | Classé     | 48° 09′ 12″ N, 7° 14′ 10″ E |       |
| Synagogue de Thann                            | Thann                | Haut-Rhin          | Inscrit    | 47° 48′ 43″ N, 7° 05′ 54″ E |       |
| Pavillon Lambert                              | Gueux                | Marne              | Inscrit    | 49° 15′ 17″ N, 3° 55′ 58″ E |       |
| Église Saint-Pierre-et-Saint-Paul             | Belleau              | Meurthe-et-Moselle | Classé     | 48° 49′ 39″ N, 6° 09′ 45″ E |       |
| Citadelle de Longwy                           | Longwy               | Meurthe-et-Moselle | Classé     | 49° 31′ 21″ N, 5° 45′ 47″ E |       |
| Église Saint-Jacques                          | Lunéville            | Meurthe-et-Moselle | Classé     | 48° 35′ 32″ N, 6° 29′ 31″ E |       |
| Château de Mousson                            | Mousson              | Meurthe-et-Moselle | Classé     | 48° 54′ 17″ N, 6° 04′ 39″ E |       |
| Abbaye des Prémontrés                         | Pont-à-Mousson       | Meurthe-et-Moselle | Classé     | 48° 54′ 28″ N, 6° 03′ 21″ E |       |
| Commanderie de Libdeau, chapelle templière    | Toul                 | Meurthe-et-Moselle | Inscrit    | 48° 42′ 49″ N, 5° 55′ 11″ E |       |
| Église de la Purification-de-la-Vierge        | Lachalade            | Meuse              |            | 49° 09′ 55″ N, 4° 57′ 33″ E |       |
| Abbaye de l'Étanche                           | Lamorville           | Meuse              | Inscrit    | 48° 58′ 11″ N, 5° 38′ 00″ E |       |
| Citadelle de Montmédy                         | Montmédy             | Meuse              | Classé     | 49° 30′ 58″ N, 5° 21′ 35″ E |       |
| Château de Frauenberg                         | Frauenberg           | Moselle            | Classé     | 49° 08′ 03″ N, 7° 07′ 45″ E |       |
| Château de Wendel, colombier                  | Hayange              | Moselle            | Inscrit    | 49° 19′ 29″ N, 6° 04′ 30″ E |       |
| Château de Beaufremont                        | Beaufremont          | Vosges             | Classé     | 48° 15′ 29″ N, 5° 45′ 21″ E |       |
| Théâtre de Mirecourt                          | Mirecourt            | Vosges             |            | 48° 18′ 05″ N, 6° 08′ 01″ E |       |
| Abbaye de Moyenmoutier, bâtiments conventuels | Moyenmoutier         | Vosges             | Classé     | 48° 22′ 43″ N, 6° 54′ 46″ E |       |
| Église Saint-Nicolas                          | Neufchâteau          | Vosges             | Classé     | 48° 21′ 15″ N, 5° 41′ 37″ E |       |
| Couvent des Cordeliers, église                | Les Thons            | Vosges             | Classé     | 47° 59′ 39″ N, 5° 53′ 27″ E |       |

### Guadeloupe
| Nom              | Commune  | Département | Protection | Coordonnées                  | Image |
| ---------------- | -------- | ----------- | ---------- | ---------------------------- | ----- |
| Habitation Routa | Lamentin | Guadeloupe  | Inscrit    | 16° 14′ 45″ N, 61° 38′ 12″ O |       |

### Guyane
| Nom                          | Commune                | Département | Protection | Coordonnées                 | Image |
| ---------------------------- | ---------------------- | ----------- | ---------- | --------------------------- | ----- |
| Camp des Hattes              | Awala-Yalimapo         | Guyane      |            | 5° 44′ 26″ N, 53° 56′ 37″ O |       |
| Camp Crique Anguille         | Montsinéry-Tonnegrande | Guyane      |            | 4° 49′ 52″ N, 52° 30′ 48″ O |       |
| Maison traditionnelle de Kaw | Régina                 | Guyane      |            | 4° 18′ 54″ N, 52° 07′ 43″ O |       |

### Hauts-de-France
La mission Bern regroupe sous l'appellation « Églises fortifiées de Thiérache » les églises de Burelles, Englancourt, Esquéhéries, Nampcelles-la-Cour, Plomion, Prisces et Saint-Algis.
| Nom                                                | Commune                | Département   | Protection | Coordonnées                 | Image |
| -------------------------------------------------- | ---------------------- | ------------- | ---------- | --------------------------- | ----- |
| Château d'Armentières                              | Armentières-sur-Ourcq  | Aisne         | Classé     | 49° 11′ 09″ N, 3° 22′ 57″ E |       |
| Église Saint-Martin                                | Burelles               | Aisne         | Classé     | 49° 46′ 56″ N, 3° 53′ 45″ E |       |
| Église Saint-Nicolas                               | Englancourt            | Aisne         | Classé     | 49° 55′ 00″ N, 3° 48′ 02″ E |       |
| Église Saint-Martin                                | Esquéhéries            | Aisne         | Inscrit    | 49° 59′ 04″ N, 3° 44′ 44″ E |       |
| Remparts de La Ferté-Milon                         | La Ferté-Milon         | Aisne         |            | 49° 10′ 28″ N, 3° 07′ 33″ E |       |
| Église Saint-Martin                                | Nampcelles-la-Cour     | Aisne         | Inscrit    | 49° 46′ 36″ N, 4° 00′ 15″ E |       |
| Église Notre-Dame                                  | Plomion                | Aisne         | Inscrit    | 49° 48′ 27″ N, 4° 01′ 10″ E |       |
| Église Saint-Médard                                | Prisces                | Aisne         | Classé     | 49° 46′ 48″ N, 3° 51′ 44″ E |       |
| Église Saint-Algis                                 | Saint-Algis            | Aisne         | Inscrit    | 49° 54′ 02″ N, 3° 49′ 23″ E |       |
| Abbaye de Saint-Michel, parvis et maison des hôtes | Saint-Michel           | Aisne         | Classé     | 49° 55′ 39″ N, 4° 08′ 05″ E |       |
| Église Saint-Maurice                               | Vauxrezis              | Aisne         | Classé     | 49° 24′ 49″ N, 3° 16′ 47″ E |       |
| Hôtel de ville                                     | Hondschoote            | Nord          | Classé     | 50° 58′ 51″ N, 2° 35′ 10″ E |       |
| Église Saint-Pierre                                | Thiennes               | Nord          |            | 50° 39′ 03″ N, 2° 27′ 57″ E |       |
| Maladrerie Saint-Lazare, logis des moines          | Beauvais               | Oise          | Classé     | 49° 24′ 53″ N, 2° 06′ 06″ E |       |
| Église Saint-Michel                                | Brunvillers-la-Motte   | Oise          | Classé     | 49° 32′ 55″ N, 2° 27′ 00″ E |       |
| Église Saint-Martin                                | Maignelay-Montigny     | Oise          | Classé     | 49° 32′ 36″ N, 2° 30′ 33″ E |       |
| Château de Montépilloy                             | Montépilloy            | Oise          | Classé     | 49° 12′ 37″ N, 2° 41′ 58″ E |       |
| Château de Ricquebourg                             | Ricquebourg            | Oise          |            | 49° 33′ 18″ N, 2° 45′ 18″ E |       |
| Abbaye de Saint-Martin-aux-Bois                    | Saint-Martin-aux-Bois  | Oise          | Classé     | 49° 31′ 22″ N, 2° 34′ 14″ E |       |
| Église Saint-Vaast                                 | Saint-Vaast-lès-Mello  | Oise          | Classé     | 49° 16′ 01″ N, 2° 23′ 21″ E |       |
| Château royal de Senlis                            | Senlis                 | Oise          | Classé     | 49° 12′ 27″ N, 2° 35′ 03″ E |       |
| Remparts gallo-romains                             | Senlis                 | Oise          | Inscrit    |                             |       |
| Hôtel de Vermandois                                | Senlis                 | Oise          | Classé     | 49° 12′ 26″ N, 2° 35′ 09″ E |       |
| Brosserie Commelin-Brenier, séchoir                | Tracy-le-Mont          | Oise          |            | 49° 28′ 57″ N, 2° 59′ 42″ E |       |
| Église Saint-Léger                                 | Barly                  | Pas-de-Calais | Inscrit    | 50° 14′ 59″ N, 2° 32′ 56″ E |       |
| Ferme artésienne                                   | Vieille-Chapelle       | Pas-de-Calais |            | 50° 35′ 27″ N, 2° 43′ 44″ E |       |
| Basilique Notre-Dame de Brebières                  | Albert                 | Somme         | Classé     | 50° 00′ 14″ N, 2° 38′ 53″ E |       |
| Château de Beaucamps-le-Jeune                      | Beaucamps-le-Jeune     | Somme         | Classé     | 49° 49′ 03″ N, 1° 46′ 17″ E |       |
| Friche industrielle d'Harondel                     | Berteaucourt-les-Dames | Somme         |            | 50° 02′ 39″ N, 2° 08′ 33″ E |       |
| Église Notre-Dame-de-l'Assomption                  | Estrées-lès-Crécy      | Somme         | Inscrit    | 50° 15′ 12″ N, 1° 55′ 34″ E |       |
| Église Saint-Pierre                                | Frémontiers            | Somme         | Classé     | 49° 45′ 32″ N, 2° 04′ 26″ E |       |
| Château de Ham                                     | Ham                    | Somme         | Inscrit    | 49° 44′ 35″ N, 3° 04′ 26″ E |       |
| Château de Pont-Remy                               | Pont-Remy              | Somme         | Inscrit    | 50° 03′ 10″ N, 1° 54′ 18″ E |       |

### Île-de-France
| Nom                                                    | Commune                                    | Département       | Protection | Coordonnées                 | Image |
| ------------------------------------------------------ | ------------------------------------------ | ----------------- | ---------- | --------------------------- | ----- |
| Château de Méréville, système hydraulique du jardin    | Méréville                                  | Essonne           | Classé     | 48° 19′ 11″ N, 2° 05′ 27″ E |       |
| Maison de retraite Ferrari, château d'eau              | Clamart                                    | Hauts-de-Seine    |            | 48° 47′ 55″ N, 2° 15′ 46″ E |       |
| Château de La Chapelle-Gauthier                        | La Chapelle-Gauthier                       | Seine-et-Marne    | Classé     | 48° 33′ 03″ N, 2° 54′ 04″ E |       |
| Chapelle des Capucins, grotte de coquillages           | Coulommiers                                | Seine-et-Marne    | Classé     | 48° 48′ 36″ N, 3° 05′ 14″ E |       |
| Maison de plaisance du baron Ménager                   | Germigny-l'Évêque                          | Seine-et-Marne    | Inscrit    | 48° 59′ 40″ N, 2° 56′ 57″ E |       |
| Église Notre-Dame-de-l'Assomption                      | Voulton                                    | Seine-et-Marne    | Classé     | 48° 37′ 04″ N, 3° 20′ 05″ E |       |
| Chapelle Notre-Dame-des-Sans-Logis-et-de-Tout-le-Monde | Noisy-le-Grand                             | Seine-Saint-Denis | Classé     | 48° 50′ 52″ N, 2° 34′ 36″ E |       |
| Groupe scolaire Étienne-Méhul                          | Pantin                                     | Seine-Saint-Denis | Inscrit    | 48° 53′ 21″ N, 2° 24′ 55″ E |       |
| Couvent des Ursulines                                  | Saint-Denis                                | Seine-Saint-Denis | Classé     | 48° 56′ 04″ N, 2° 21′ 13″ E |       |
| Poudrerie nationale                                    | Sevran, Livry-Gargan, Vaujours, Villepinte | Seine-Saint-Denis |            | 48° 56′ 18″ N, 2° 33′ 27″ E |       |
| Ferme de Monsieur                                      | Mandres-les-Roses                          | Val-de-Marne      | Inscrit    | 48° 42′ 08″ N, 2° 32′ 35″ E |       |
| Château de Vigny                                       | Vigny                                      | Val-d'Oise        | Inscrit    | 49° 04′ 36″ N, 1° 55′ 34″ E |       |
| Château d'Issou                                        | Issou                                      | Yvelines          |            | 48° 59′ 30″ N, 1° 47′ 34″ E |       |

### La Réunion
| Nom                  | Commune      | Département | Protection | Coordonnées                  | Image |
| -------------------- | ------------ | ----------- | ---------- | ---------------------------- | ----- |
| Hôtel Laçay          | Saint-Paul   | La Réunion  | Inscrit    | 21° 00′ 31″ S, 55° 16′ 11″ E |       |
| École Saint-Charles  | Saint-Pierre | La Réunion  | Inscrit    | 21° 20′ 18″ S, 55° 28′ 39″ E |       |
| Villa Folio, kiosque | Salazie      | La Réunion  | Inscrit    | 21° 03′ 54″ S, 55° 31′ 06″ E |       |

### Martinique
| Nom                | Commune         | Département | Protection | Coordonnées                  | Image |
| ------------------ | --------------- | ----------- | ---------- | ---------------------------- | ----- |
| Maison Telle       | Saint-Esprit    | Martinique  |            | 14° 33′ 44″ N, 60° 56′ 04″ O |       |
| Îlet Ramiers, fort | Les Trois-Îlets | Martinique  | Inscrit    | 14° 32′ 40″ N, 61° 04′ 45″ O |       |

### Mayotte
| Nom                     | Commune  | Département | Protection | Coordonnées                  | Image |
| ----------------------- | -------- | ----------- | ---------- | ---------------------------- | ----- |
| Caserne de Petite Terre | Dzaoudzi | Mayotte     | Inscrit    | 12° 46′ 58″ S, 45° 15′ 21″ E |       |

### Normandie
| Nom                                                 | Commune                                               | Département    | Protection           | Coordonnées                 | Image |
| --------------------------------------------------- | ----------------------------------------------------- | -------------- | -------------------- | --------------------------- | ----- |
| Manoir du Désert                                    | Honfleur                                              | Calvados       | Classé               | 49° 24′ 23″ N, 0° 14′ 12″ E |       |
| Château de Magny-en-Bessin                          | Magny-en-Bessin                                       | Calvados       | Inscrit              | 49° 18′ 27″ N, 0° 39′ 54″ O |       |
| Église Saint-Martin                                 | La Roque-Baignard                                     | Calvados       | Notice no IA14000149 | 49° 10′ 44″ N, 0° 05′ 56″ E |       |
| Abbaye de Saint-Pierre-sur-Dives, tour Saint-Michel | Saint-Pierre-en-Auge                                  | Calvados       | Classé               | 49° 01′ 12″ N, 0° 01′ 58″ O |       |
| Église Notre-Dame                                   | Beauficel-en-Lyons                                    | Eure           | Inscrit              | 49° 24′ 27″ N, 1° 31′ 25″ E |       |
| Château de La Mésangère                             | Bosguérard-de-Marcouville, Saint-Pierre-du-Bosguérard | Eure           | Inscrit              | 49° 16′ 30″ N, 0° 52′ 05″ E |       |
| Collégiale Notre-Dame                               | Vernon                                                | Eure           | Classé               | 49° 05′ 46″ N, 1° 28′ 36″ E |       |
| Hangar à dirigeables                                | Écausseville                                          | Manche         | Classé               | 49° 27′ 05″ N, 1° 22′ 54″ O |       |
| Abbaye Blanche                                      | Mortain-Bocage                                        | Manche         | Classé               | 48° 39′ 29″ N, 0° 56′ 42″ O |       |
| Forges de Varennes                                  | Champsecret                                           | Orne           | Classé               | 48° 37′ 49″ N, 0° 35′ 45″ O |       |
| Église Saint-Jacques                                | Dieppe                                                | Seine-Maritime | Classé               | 49° 55′ 32″ N, 1° 04′ 43″ E |       |
| Château du Taillis, serre                           | Duclair                                               | Seine-Maritime | Inscrit              | 49° 28′ 05″ N, 0° 51′ 09″ E |       |

### Nouvelle-Aquitaine
| Nom                                                  | Commune                   | Département          | Protection | Coordonnées                 | Image |
| ---------------------------------------------------- | ------------------------- | -------------------- | ---------- | --------------------------- | ----- |
| Château de Bouteville                                | Bouteville                | Charente             | Classé     | 45° 36′ 01″ N, 0° 08′ 07″ O |       |
| Pont romain de la Veyssade                           | Aix, Merlines             | Corrèze              |            | 45° 37′ 21″ N, 2° 26′ 03″ E |       |
| Manoir de Vassinhac                                  | Collonges-la-Rouge        | Corrèze              | Classé     | 45° 03′ 35″ N, 1° 39′ 19″ E |       |
| Église Saint-Martin-de-Tours et prieuré              | Soudaine-Lavinadière      | Corrèze              | Classé     | 45° 33′ 26″ N, 1° 44′ 28″ E |       |
| Terrasses de la Bontat                               | Voutezac                  | Corrèze              |            | 45° 16′ 48″ N, 1° 27′ 22″ E |       |
| Église Saint-Sulpice                                 | Banize                    | Creuse               | Classé     | 45° 55′ 49″ N, 1° 59′ 55″ E |       |
| Chapelle Notre-Dame-du-Puy                           | Bourganeuf                | Creuse               |            | 45° 57′ 15″ N, 1° 45′ 49″ E |       |
| Petit théâtre                                        | Guéret                    | Creuse               |            | 46° 10′ 13″ N, 1° 52′ 13″ E |       |
| Château de la Durbelière                             | Mauléon                   | Deux-Sèvres          | Classé     | 46° 57′ 00″ N, 0° 41′ 14″ O |       |
| Château de Saint-Germain-du-Salembre, digue castrale | Saint-Germain-du-Salembre | Dordogne             | Inscrit    | 45° 08′ 21″ N, 0° 27′ 03″ E |       |
| Lavoir Blanchereau                                   | Lormont                   | Gironde              |            | 44° 52′ 39″ N, 0° 31′ 49″ O |       |
| Domaine du Vignau, orangerie                         | La Jonchère-Saint-Maurice | Haute-Vienne         |            | 45° 59′ 57″ N, 1° 27′ 50″ E |       |
| Château de Lavauguyon                                | Maisonnais-sur-Tardoire   | Haute-Vienne         |            | 45° 44′ 01″ N, 0° 42′ 29″ E |       |
| Gloriette de Jean Rameau                             | Cauneille                 | Landes               | Inscrit    | 43° 33′ 51″ N, 1° 04′ 40″ O |       |
| Château de Cuzorn                                    | Cuzorn                    | Lot-et-Garonne       | Inscrit    | 44° 32′ 40″ N, 0° 56′ 59″ E |       |
| Église Saint-Simon                                   | Saint-Pé-Saint-Simon      | Lot-et-Garonne       | Inscrit    | 43° 59′ 12″ N, 0° 05′ 57″ E |       |
| Calvaire                                             | Lestelle-Bétharram        | Pyrénées-Atlantiques | Inscrit    | 43° 07′ 22″ N, 0° 12′ 33″ O |       |
| Arsenal                                              | Navarrenx                 | Pyrénées-Atlantiques | Inscrit    | 43° 19′ 22″ N, 0° 45′ 41″ O |       |
| Château de Saint-Pé                                  | Salies-de-Béarn           | Pyrénées-Atlantiques | Inscrit    | 43° 28′ 14″ N, 0° 55′ 26″ O |       |
| Hôtel de France et d'Angleterre                      | Salies-de-Béarn           | Pyrénées-Atlantiques |            | 43° 28′ 29″ N, 0° 55′ 38″ O |       |
| Église Saint-Jacques                                 | Châtellerault             | Vienne               |            | 46° 48′ 57″ N, 0° 32′ 34″ E |       |
| Château de Montreuil-Bonnin                          | Montreuil-Bonnin          | Vienne               | Classé     | 46° 33′ 04″ N, 0° 08′ 28″ E |       |
| Abbaye Notre-Dame de la Réau                         | Saint-Martin-l'Ars        | Vienne               | Classé     | 46° 11′ 40″ N, 0° 32′ 57″ E |       |
| Château de Marmande                                  | Vellèches                 | Vienne               |            | 46° 57′ 03″ N, 0° 30′ 33″ E |       |

### Occitanie
| Nom                                         | Commune                      | Département         | Protection | Coordonnées                 | Image |
| ------------------------------------------- | ---------------------------- | ------------------- | ---------- | --------------------------- | ----- |
| Château de Termes                           | Termes                       | Aude                | Classé     | 43° 00′ 08″ N, 2° 33′ 24″ E |       |
| Temple protestant de Gallargues-le-Montueux | Gallargues-le-Montueux       | Gard                |            | 43° 43′ 22″ N, 4° 10′ 24″ E |       |
| Tuilerie de Blajan                          | Blajan                       | Haute-Garonne       |            | 43° 15′ 51″ N, 0° 39′ 45″ E |       |
| Château de Bonrepos, grotte de fraîcheur    | Bonrepos-Riquet              | Haute-Garonne       |            | 43° 40′ 34″ N, 1° 37′ 33″ E |       |
| Pigeonnier de Grubel                        | Fourquevaux                  | Haute-Garonne       |            | 43° 29′ 12″ N, 1° 38′ 35″ E |       |
| Église Saint-Benoît-et-Saint-Privat         | Saint-Béat                   | Haute-Garonne       | Classé     | 42° 54′ 56″ N, 0° 41′ 34″ E |       |
| Château de La Salvetat-Saint-Gilles         | La Salvetat-Saint-Gilles     | Haute-Garonne       | Classé     | 43° 34′ 40″ N, 1° 16′ 17″ E |       |
| Église Saint-Calix                          | Cazaux-Fréchet-Anéran-Camors | Hautes-Pyrénées     | Classé     | 42° 49′ 55″ N, 0° 25′ 25″ E |       |
| Chapelle des Pénitents                      | Mèze                         | Hérault             |            | 43° 25′ 25″ N, 3° 36′ 33″ E |       |
| Canal du Midi, platanes                     | Toulouse                     | Haute-Garonne       | Inscrit    | 43° 36′ 40″ N, 1° 25′ 06″ E |       |
| Grange-étable de Saint-Michel-de-Cours      | Bellefont-La Rauze           | Lot                 |            | 44° 31′ 37″ N, 1° 31′ 07″ E |       |
| Abbaye Saint-Pierre                         | Marcilhac-sur-Célé           | Lot                 | Classé     | 44° 33′ 10″ N, 1° 40′ 19″ E |       |
| Château de Castelnau-Bretenoux              | Prudhomat                    | Lot                 | Classé     | 44° 53′ 57″ N, 1° 49′ 35″ E |       |
| Caves Byrrh                                 | Thuir                        | Pyrénées-Orientales |            | 42° 38′ 04″ N, 2° 45′ 25″ E |       |
| Casino                                      | Vernet-les-Bains             | Pyrénées-Orientales | Inscrit    | 42° 32′ 38″ N, 2° 23′ 19″ E |       |

### Pays de la Loire
| Nom                                 | Commune              | Département      | Protection | Coordonnées                 | Image |
| ----------------------------------- | -------------------- | ---------------- | ---------- | --------------------------- | ----- |
| Château de la Berrière              | Divatte-sur-Loire    | Loire-Atlantique | Inscrit    | 47° 16′ 39″ N, 1° 19′ 06″ O |       |
| Manoir de la Cour des Aulnays       | Challain-la-Potherie | Maine-et-Loire   | Inscrit    | 47° 38′ 03″ N, 1° 05′ 31″ O |       |
| Caves des Mousseaux                 | Dénezé-sous-Doué     | Maine-et-Loire   | Inscrit    | 47° 14′ 50″ N, 0° 16′ 38″ O |       |
| Château de Lassay                   | Lassay-les-Châteaux  | Mayenne          | Classé     | 48° 26′ 20″ N, 0° 30′ 00″ O |       |
| Prieuré de Mayanne, logis-halle     | Dangeul              | Sarthe           | Classé     | 48° 14′ 27″ N, 0° 16′ 10″ E |       |
| Château de Poncé, terrasse Caroline | Loir en Vallée       | Sarthe           | Classé     | 47° 45′ 45″ N, 0° 39′ 32″ E |       |
| Fours à chaux                       | Benet                | Vendée           | Inscrit    | 46° 22′ 27″ N, 0° 34′ 51″ O |       |
| Château de Commequiers              | Commequiers          | Vendée           | Inscrit    | 46° 45′ 59″ N, 1° 49′ 53″ O |       |
| Logis Le Bâtiment                   | Thiré                | Vendée           | Inscrit    | 46° 33′ 10″ N, 1° 00′ 44″ O |       |

### Provence-Alpes-Côte d'Azur
| Nom                                           | Commune          | Département             | Protection               | Coordonnées                 | Image |
| --------------------------------------------- | ---------------- | ----------------------- | ------------------------ | --------------------------- | ----- |
| Église de l'Assomption-de-Notre-Dame          | Archail          | Alpes-de-Haute-Provence |                          | 44° 07′ 18″ N, 6° 20′ 03″ E |       |
| Villa La Sapinière                            | Barcelonnette    | Alpes-de-Haute-Provence |                          | 44° 23′ 15″ N, 6° 39′ 19″ E |       |
| Chapelle Saint-Thyrse                         | Castellane       | Alpes-de-Haute-Provence | Classé                   | 43° 48′ 42″ N, 6° 30′ 32″ E |       |
| Chapelle des Missionnaires de la Croix        | Sisteron         | Alpes-de-Haute-Provence | Inscrit                  | 44° 11′ 43″ N, 5° 56′ 41″ E |       |
| Château de la reine Jeanne                    | Guillaumes       | Alpes-Maritimes         | Site classé              | 44° 05′ 27″ N, 6° 51′ 20″ E |       |
| Chapelle du couvent des Jésuites              | Aix-en-Provence  | Bouches-du-Rhône        | Classé                   | 43° 31′ 42″ N, 5° 27′ 10″ E |       |
| Abbaye de Montmajour                          | Arles            | Bouches-du-Rhône        | Classé                   | 43° 42′ 20″ N, 4° 39′ 50″ E |       |
| Château de Port-Miou                          | Cassis           | Bouches-du-Rhône        |                          | 43° 12′ 30″ N, 5° 31′ 04″ E |       |
| Palais Lumière                                | La Ciotat        | Bouches-du-Rhône        | Inscrit                  | 43° 11′ 18″ N, 5° 36′ 57″ E |       |
| Tétrodon                                      | Fos-sur-Mer      | Bouches-du-Rhône        | Patrimoine du XXe siècle | 43° 28′ 10″ N, 4° 56′ 15″ E |       |
| Fort Saint-Nicolas                            | Marseille        | Bouches-du-Rhône        | Classé                   | 43° 17′ 27″ N, 5° 21′ 45″ E |       |
| Marégraphe                                    | Marseille        | Bouches-du-Rhône        | Classé                   | 43° 16′ 43″ N, 5° 21′ 13″ E |       |
| Synagogue                                     | Trets            | Bouches-du-Rhône        | Inscrit                  | 43° 26′ 49″ N, 5° 41′ 05″ E |       |
| Chapelle Sainte-Marie-Madeleine-des-Escoyères | Arvieux          | Hautes-Alpes            | Inscrit                  | 44° 42′ 58″ N, 6° 44′ 20″ E |       |
| Forge et four de la Fare                      | La Roche-de-Rame | Hautes-Alpes            |                          | 44° 45′ 09″ N, 6° 34′ 38″ E |       |
| Four banal de la Fare                         | La Roche-de-Rame | Hautes-Alpes            |                          | 44° 45′ 09″ N, 6° 34′ 38″ E |       |
| Château de Forcalqueiret                      | Forcalqueiret    | Var                     | Inscrit                  | 43° 20′ 30″ N, 6° 05′ 21″ E |       |
| Village troglodytique de Barry                | Bollène          | Vaucluse                |                          | 44° 19′ 01″ N, 4° 45′ 24″ E |       |

### Saint-Barthélemy et Saint-Martin
| Nom                    | Lieu         | Collectivité     | Protection | Coordonnées                  | Image |
| ---------------------- | ------------ | ---------------- | ---------- | ---------------------------- | ----- |
| Clocher suédois        | Gustavia     | Saint-Barthélemy | Inscrit    | 17° 53′ 43″ N, 62° 50′ 52″ O |       |
| Plantation Mont Vernon | Saint-Martin | Saint-Martin     |            | 18° 05′ 41″ N, 63° 02′ 02″ O |       |